# Bundoran
Bundoran is een plaats in het Ierse graafschap Donegal. De plaats ligt aan N15 die hier vlak langs de Atlantische kust loopt.
De plaats is lid van de Douzelage een verbondsassociatie waarbij elk land van de Europese Unie vertegenwoordigd is met één plaats.

## Geboren
- Maureen Beattie (1953), actrice

Altea · Bad Kötzting · Bellagio · Bundoran · Chojna · Granville · Holstebro · Houffalize · Judenburg · Karkkila · Kőszeg · Meerssen · Niederanven · Oxelösund · Preveza · Rovinj · Sesimbra · Sherborne · Sigulda · Sušice · Türi